# ダグ・リンゼイ
ダグ・リンゼイ（Doug Lindsay、本名：Douglas Allen Lindzy、1937年 - 2013年11月4日）は、アメリカ合衆国のプロレスラー。インディアナ州ミシャワカ出身。
ダグ・ギルバート（Doug Gilbert）のリングネームで知られるが、1990年代にフレディ・クルーガーとして度々来日したダグ・ギルバートとは別人で、血縁関係もない。

## 来歴
10代の頃から各種のスポーツで活躍し、ボディビルでは1955年にカンザスシティで開催されたティーンエイジ・ミスター・アメリカのコンテストで優勝。地元のインディアナでも、1957年にウエイトリフティングとレスリングのヘビー級タイトルを獲得した。
プロデビュー後は本名からダグ・リンゼイ（Doug Lindsay / Doug Lindsey）のリングネームで活動していたが、ジョニー・ギルバート（ギルバート・サンチェス）とタッグを組むようになったことを機に、1958年10月より中西部地区でダグ・ギルバート（Doug Gilbert）と改名。以降、ジョニー&ダグのギルバート・ブラザーズとして活動した。
ジョニーとのコンビ解消後もダグ・ギルバートのリングネームを用い、ベビーフェイスのポジションで各地を転戦。テキサスのアマリロ地区では1961年3月22日にNWAインターナショナル・ヘビー級王座を獲得した。
ミネソタのAWAではディック・スタインボーンをパートナーに、ハイ&ロー（High & Low）なるタッグチームを結成。自身がミスター・ハイ（Mr. High）、スタインボーンがミスター・ロー（Mr. Low）と名乗り、1962年12月16日にAWA世界タッグ王座を獲得。パワーファイターのギルバートはスタンド・レスリング、技巧派のスタインボーンはグラウンド・レスリングを得意とする対照的なキャラクターで人気を博した。
1964年4月にはレスリング・ワールド誌が選定した "Top 50 wrestlers" の1人に挙げられた。ネブラスカ州オマハを本拠地とするAWAのミッドウエスト地区ではレジー・パークスと組んで、1967年8月12日にミツ荒川&デール・ルイス、1968年3月23日にマッドドッグ・バション&ボブ・オートンを破り、AWA中西部タッグ王座を2回獲得している。
1968年7月より、南部のジョージア地区でヒールの覆面レスラー、ザ・プロフェッショナル（The Professional）に変身。AWAでのパートナーだったスタインボーンをはじめ、ペッパー・ゴメス、ボブ・アームストロング、エディ・グラハムなどから勝利を収め、8月23日にはターザン・タイラーからNWAジョージア・ヘビー級王座を奪取。戴冠中はジン・キニスキーのNWA世界ヘビー級王座にも度々挑戦した。ジョージア王座は11月8日にジョニー・バレンタインに明け渡すも、12月6日の再戦でバレンタインから奪還している。
1971年2月、素顔のダグ・ギルバートとして日本プロレスの『ダイナミック・ビッグ・シリーズ』に初来日。2月20日に大阪府立体育館にてミル・マスカラスと組み、アントニオ猪木&吉村道明のアジアタッグ王座に挑戦した。シリーズ中は猪木やジャイアント馬場とのシングルマッチも行われ、外国人エース格のスパイロス・アリオンと組んで馬場&猪木のBI砲とも対戦した。
北米ではザ・プロフェッショナルのギミックでの活動を続け、1971年下期からはマッドドッグ&ブッチャー・バションが主宰していたモントリオールのGPW（グランプリ・レスリング）に参戦。7月6日にGPWヘビー級王座の初代チャンピオンに認定され、9月14日にエドワード・カーペンティアに敗れるまで戴冠した。同地区ではジャン・フェレと名乗っていた頃のアンドレ・ザ・ジャイアントとも対戦しており、当時のアンドレをボディスラムで投げたこともある。
1973年1月、覆面レスラーのザ・プロフェッショナルとして国際プロレスの『新春パイオニア・シリーズ』に来日。シリーズの外国人エースに迎えられ、1月16日に福岡市九電記念体育館にてストロング小林のIWA世界ヘビー級王座に金網デスマッチで挑戦。1月25日の板橋大会ではラリー・ヘニングをパートナーに、小林&グレート草津が保持していたIWA世界タッグ王座に挑んだ。
1975年5月、同じくザ・プロフェッショナルとして新日本プロレスの『ゴールデン・ファイト・シリーズ』に来日。前半戦特別参加のアンドレ・ザ・ジャイアント、後半戦特別参加のタイガー・ジェット・シンに次ぐ外国陣営の副将格を務め、6月16日には宮城県スポーツセンターにおいて、アンドレのパートナーとなって猪木&坂口征二の北米タッグ王座に挑戦した。
その後は素顔に戻り、1976年6月からは髭面の悪相ヒール、ガスハウス・ギルバート（Gashouse Gilbert）としてWWWFに登場。ニューヨークのマディソン・スクエア・ガーデンでは、8月7日と10月25日の定期戦でボボ・ブラジルと対戦。バロン・シクルナ、トーア・カマタ、ケン・パテラなどと組んで、チーフ・ジェイ・ストロンボー&ビリー・ホワイト・ウルフが保持していたWWWF世界タッグ王座にも度々挑戦した。
WWWF離脱後はテネシーやノースカロライナを経て中西部のカンザス地区に参戦。ベビーフェイスのポジションに戻り、1978年8月31日にボブ・スウィータンからNWAセントラル・ステーツ・ヘビー王座を奪取、10月7日にバック・ロブレイに敗れるまで保持した。同地区ではブルーザー・ブロディ、キラー・カール・クラップ、ワイルド・サモアンズとも対戦した。
キャリア末期の1979年からは古巣のAWAで活動。ボビー・ダンカン、ブラックジャック・ランザ、アイアン・シーク、スーパー・デストロイヤー・マークII、セシル・デュボア、レイ・スティーブンス、パット・パターソン、ジェシー・ベンチュラ、ポール・エラリングらと対戦した（ビル・ロビンソンと組んでのタッグマッチではダンカン&スタン・ハンセンとも対戦している）。
引退後は往年の主戦場でもあったオマハでジムを経営。同地におけるWWFのハウス・ショーにも出場して、1985年8月2日にはレス・ソントン、1986年4月27日にはカウボーイ・ボブ・オートンと対戦した。
晩年はアルツハイマー病を患い、2013年11月4日、76歳で死去。

## 得意技
- フライング・ヘッドシザーズ[1]
- ネックブリーカー[15]
- ドロップキック[15]

## 獲得タイトル
アメリカン・レスリング・アソシエーション
- AWA世界タッグ王座：1回（w / ディック・スタインボーン）[6]
- AWA中西部タッグ王座：2回（w / レジー・パークス）[7]

NWAウエスタン・ステーツ・スポーツ
- NWAインターナショナル・ヘビー級王座（アマリロ版）：1回[5]

ジョージア・チャンピオンシップ・レスリング
- NWAジョージア・ヘビー級王座：4回[9]
- NWAジョージア・タッグ王座：6回（w / アサシン2号、エル・モンゴル、ボビー・シェーン×2、スーパー・インフェルノ2号×2）[25]
- NWAメイコン・タッグ王座：1回（w / スーパー・インフェルノ2号）[26]
- NWA南東部タッグ王座（ジョージア版）：2回（w / スーパー・インフェルノ2号）[27]

NWAハリウッド・レスリング
- NWA "ビート・ザ・チャンプ" TV王座：1回[28]

チャンピオンシップ・レスリング・フロム・フロリダ
- NWAフロリダ・タッグ王座：1回（w / マイク・ウェブスター）[29]

セントラル・ステーツ・レスリング
- NWAセントラル・ステーツ・ヘビー王座：1回[22]

グランプリ・レスリング
- GPWヘビー級王座：1回[13]